# Westland (Michigan)
Westland ist eine Stadt im Wayne County im US-amerikanischen Bundesstaat Michigan. Westland hatte 85.420 Einwohner (Stand 2020). Die Stadt wurde 1966 aus dem Nankin Township gebildet und galt damals als bedroom community für die umliegenden Fabriken in Detroit, Wayne und Ypsilanti.

## Geographie
Die Stadt liegt 25 km westlich von Detroit. Durch die südliche Hälfte des Stadtgebietes verläuft die Michigan State Route 153. Der U.S. Highway 12 führt südlich an Westland vorbei. Der Middle Rouge River mäandriert durch Westland. Sein Lauf wird von einem Parkway namens Edward N. Hines Drive begleitet.

## Geschichte
Nach dem Ende des Unabhängigkeitskrieges wurde 1805 das Michigan-Territorium geschaffen. Die Besiedlung Michigans begann mit dem Bau des Eriekanals. Das Gebiet Westlands wurde im Vertrag von Detroit zusammen mit dem südöstlichen Teil von Michigan und Nordwest-Ohio 1807 von indianischen Stämmen an die USA abgetreten. In den heutigen Stadtgrenzen von Westland ließ sich 1818 der erste Siedler nieder. Am Rouge River lebte ein von Häuptling Tonquish geführter Potawatomi-Stamm. Tonguish hatte zu den Mitunterzeichnern des Vertrags von Detroit gehört, der seinem Stamm eine Reservation von zwei Meilen Länge entlang des Rouge River zusprach. Auch die Jagdrechte in den abgetretenen Gebieten behielten die Indianer, solange das Land noch im Besitz der amerikanischen Bundesregierung war. Über Jagdrechte und das Betreten von besiedeltem Gebiet gab es wiederholt Zusammenstöße zwischen Indianern und Weißen. Bei solch einem Zwischenfall wurde Tonquish 1819 zusammen mit seinem Sohn von Siedlern innerhalb der heutigen Stadtgrenzen erschossen. Sein Grab an der Mündung des Tonquish Creek in den River Rouge ist erhalten.
1827 wurde das nach William Bucklin benannte Bucklin Township gegründet, auf dessen Gebiet heute Westland, Wayne, Garden City, Inkster, Livonia, Dearborn, Dearborn Heights und Redford liegen. Wegen des Bevölkerungszuwachses wurde das Bucklin Township 1829 bereits wieder geteilt. Ursprünglich sollten sie zwei neuen Townships Lima und Richland genannt werden, aber Townships solchen Namens existierten schon: ein Lima und ein Richland gab es z. B. in New York seit 1808 bzw. 1807. Daher entschied man sich zu Ehren der damals sehr populären amerikanischen Missionare in China für die Namen Nankin Township (nach Nanking) und Pekin Township (nach Peking). Das heutige Westland liegt auf dem Gebiet des damaligen Nankin Township. 1835 spaltete sich Nankin Township in den nördlichen Teil (das heutige Livonia) und in den südlichen Teil, der den Namen Nankin behielt. 1869 spaltete sich Wayne von Nankin Township ab, 1927 folgten Garden City und Inkster.
1953 teilten Julius und William Schwartz den Vorort Annapolis Park im heutigen Westland in 354 Grundstücke auf, die sie speziell an schwarze Amerikaner verkauften. Die Bevölkerung Detroits war infolge des Booms, den der rapide Aufschwung von Rüstungs- und Autoindustrie hervorgerufen hatte, auf 300.000 Einwohner gestiegen. Schwarze konnten durch verschiedene Formen der Diskriminierung nur in wenigen Stadtteilen leben. 2006 wurde das Viertel mit 351 Gebäuden in das National Register of Historic Places aufgenommen.
1963 erfolgte die Grundsteinlegung für die Westland Mall, eine der ersten komplett überdachten Malls in der Region. 1966 wurde Westland als City selbständig.

## Städtische Einrichtungen und Schulen
Der City Council wird aus sieben Mitgliedern gebildet, die at large gewählt werden. Westland hat eine Berufsfeuerwehr. Die kommunale Polizei verfügt über rund 100 angestellte Polizisten, von denen die Mehrzahl im Streifendienst eingesetzt ist.
Westland und die benachbarte Stadt Wayne haben einen gemeinsamen Schulbezirk gebildet, in dem es vier Highschools gibt, drei davon in Westland und eine in Wayne. Die Wayne Memorial High School wird vor allem von Schülern aus Wayne und aus angrenzenden Gebieten in den Städten Belleville, Inkster und Romulus sowie den südlichen Teilen Westlands besucht. Schüler, die im Norden der Stadt wohnen, besuchen Schulen im angrenzenden Schulbezirk von Livonia.

## Bekannte Bewohner
- Gregory Jbara (* 1961), Schauspieler, in Nankin Township im heutigen Westland geboren
- Josh Gracin (* 1980), Country-Musiker, durch American Idol bekannt geworden, in Westland geboren
- Chris Conner (* 1983), Eishockeyspieler, in Westland geboren